# دالة متعددة المتغيرات الحقيقية
في التحليل الرياضي، دالة ذات عدة متغيرات هي دالة نطاقها مجموعة جزئية من {\displaystyle \mathbb {R} ^{n}} حيث n>1 
.
حيث تمثل الدالة في فضاء ثلاثي الأبعاد بحيث يكون الإحداثي العمودي للنقطة هو قيمة الدالة عند العنصر الممثل بالاحداثين الأولين، وهذا التمثيل يسمى «السطح الممثل للدالة».
مجموعة التعريف لدالة ذات n متغير، هي مجموعة مشتقة من {\displaystyle \mathbb {R} ^{n}} و مدى هذه الدالة هي مجموعة مشتقة من {\displaystyle \mathbb {R} }
بعض الدوال تكون معرفة لجميع الأعداد الحقيقية {\displaystyle R^{n}}، ولكن البعض الآخر تكون معرفة لمجموعة مشتقة من {\displaystyle \mathbb {R} ^{n}}

## تعريف السطح الممثل لدالة
لتكن {\displaystyle f:A\rightarrow \mathbb {R} ^{2}} حيث A مجموعة جزئية من {\displaystyle \mathbb {R} ^{2}}، السطح الممثل للدالة f هو مجموعة النقاط.
{\displaystyle G(f)=\{(x,y,z)\in \mathbb {R} ^{3}|(x,y)\in A\ \ {\text{and}}\ \ z=f(x,y)\}}
وبالمثل إذا كانت {\displaystyle f:A\rightarrow \mathbb {R} ^{3}} حيث A مجموعة جزئية من {\displaystyle \mathbb {R} ^{3}} فإن مجموعة النقاط 
{\displaystyle G(f)=\{(x,y,z,t)\in \mathbb {R} ^{3}|(x,y,z)\in A\ \ {\text{and}}\ \ z=f(x,y,z)\}}
تسمى التمثيل البياني للدالة.